# Quirinus-Münster (Neuss)

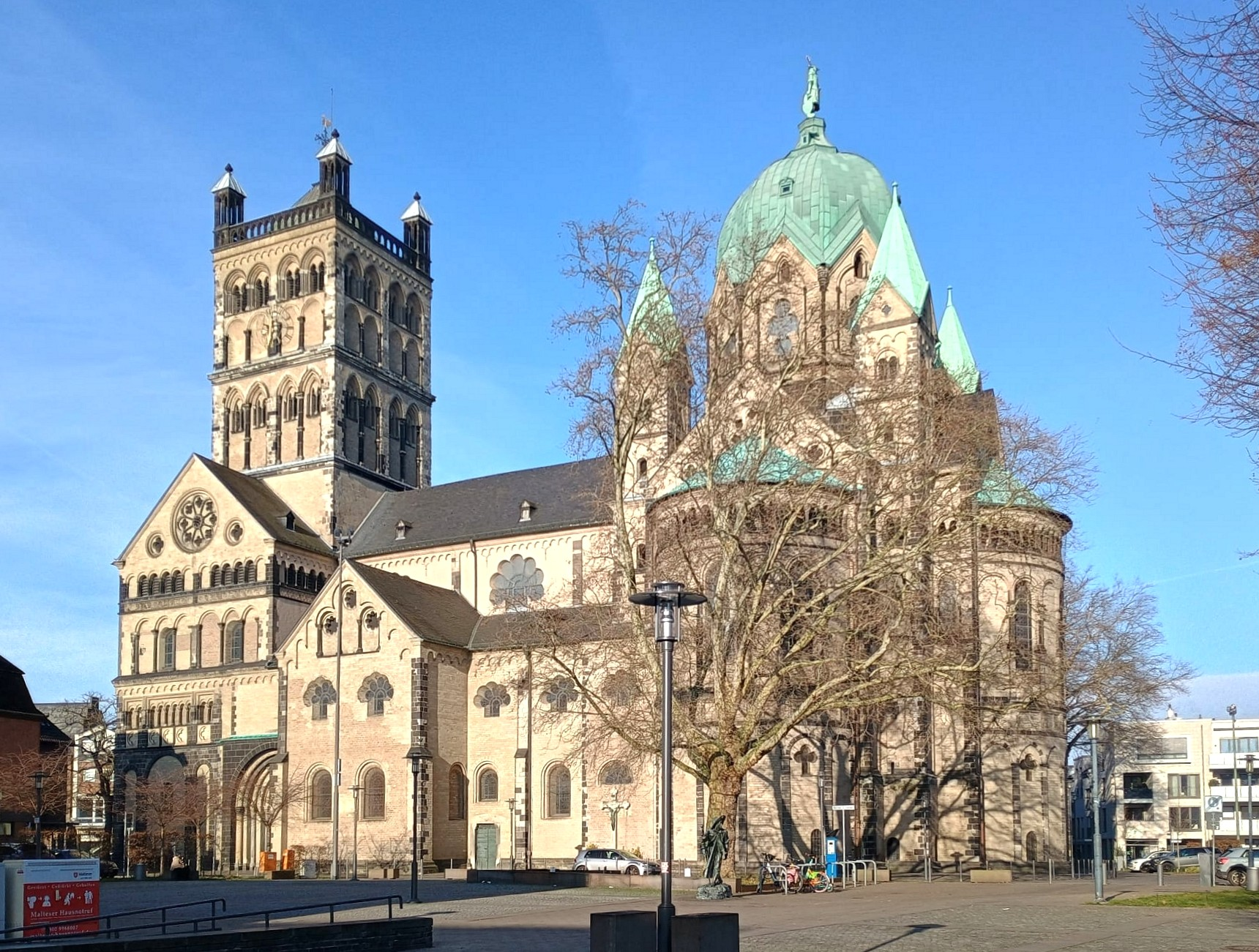
St. Quirinus von Süden

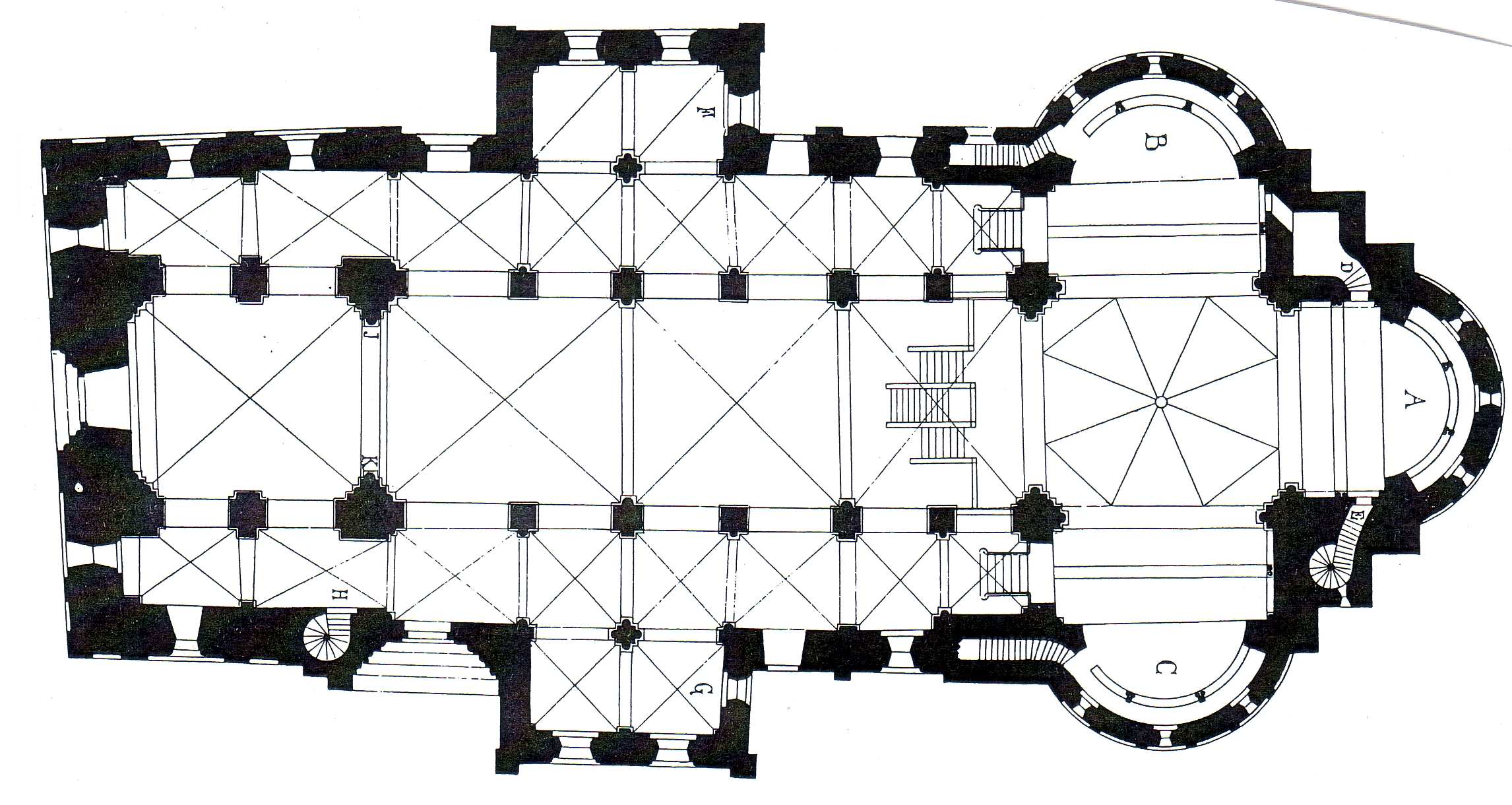
Grundriss

Das Quirinus-Münster ist eine Kirche im Rheinischen Übergangsstil am Niederrhein und Wahrzeichen der Stadt Neuss. Es wurde in den Jahren zwischen 1209 und 1230 erbaut und am 6. Oktober 2009 von Papst Benedikt XVI. auf Bitten des Kölner Erzbischofs Joachim Kardinal Meisner in den Stand einer Basilica minor erhoben. Das Münster ist dem heiligen Quirinus von Neuss gewidmet, einem bedeutenden römischen Märtyrer des 3. Jahrhunderts, der in Neuss verehrt wird, seit der Leichnam des Märtyrers im Jahr 1050 als Geschenk von Papst Leo IX. an Äbtissin Gepa in die Stadt überführt wurde.

## Geschichte

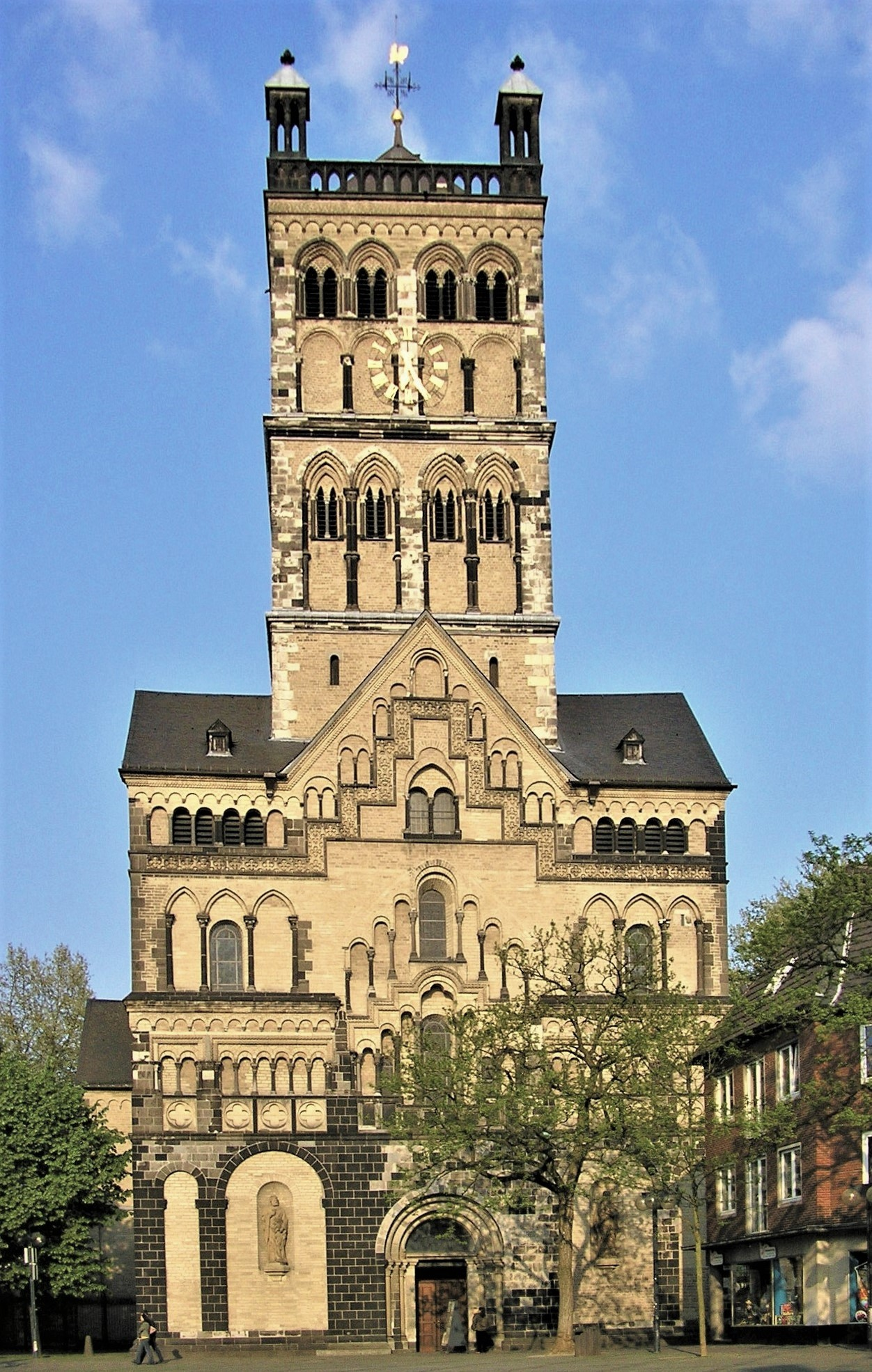
Westfassade

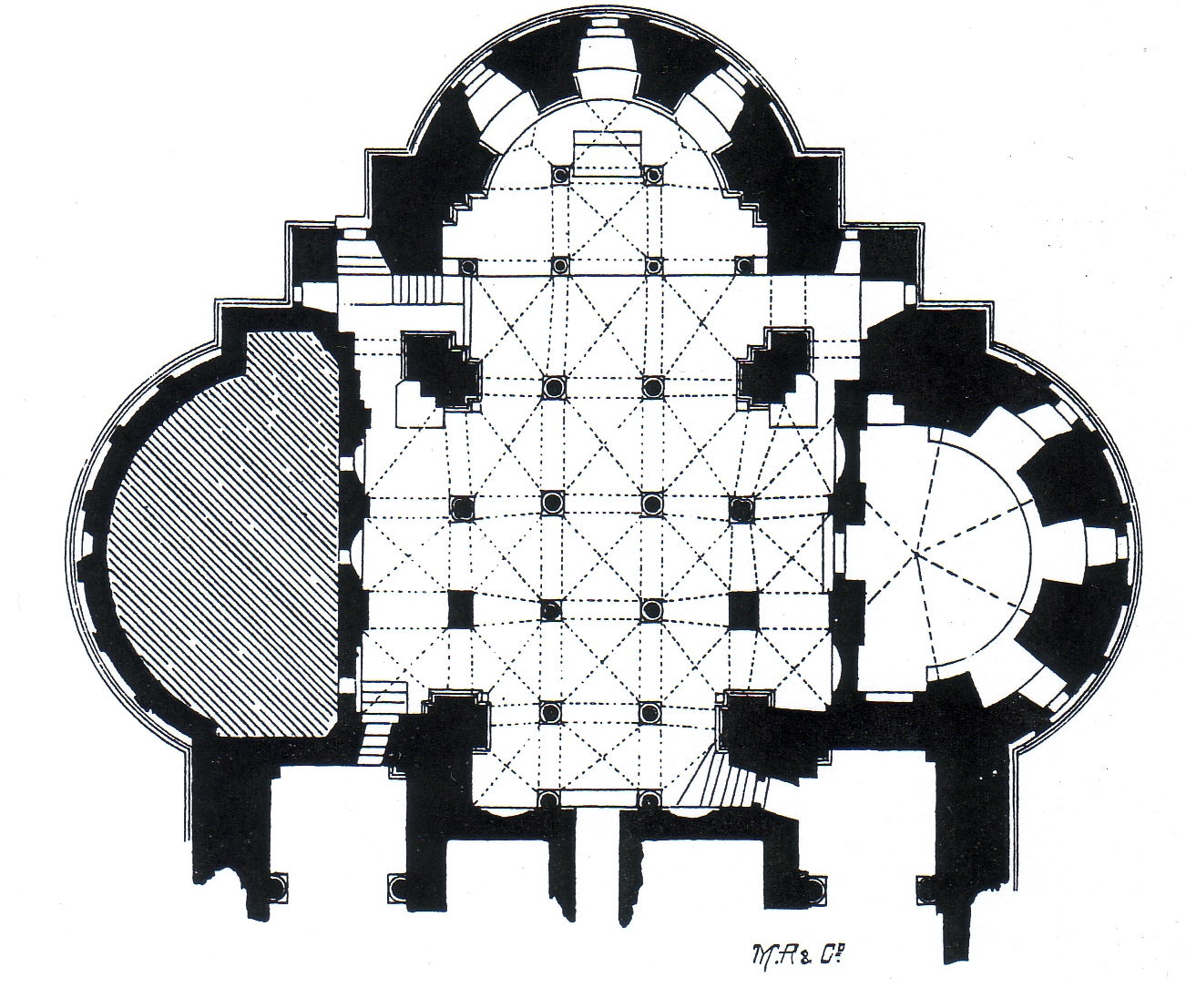
Grundriss der Krypta

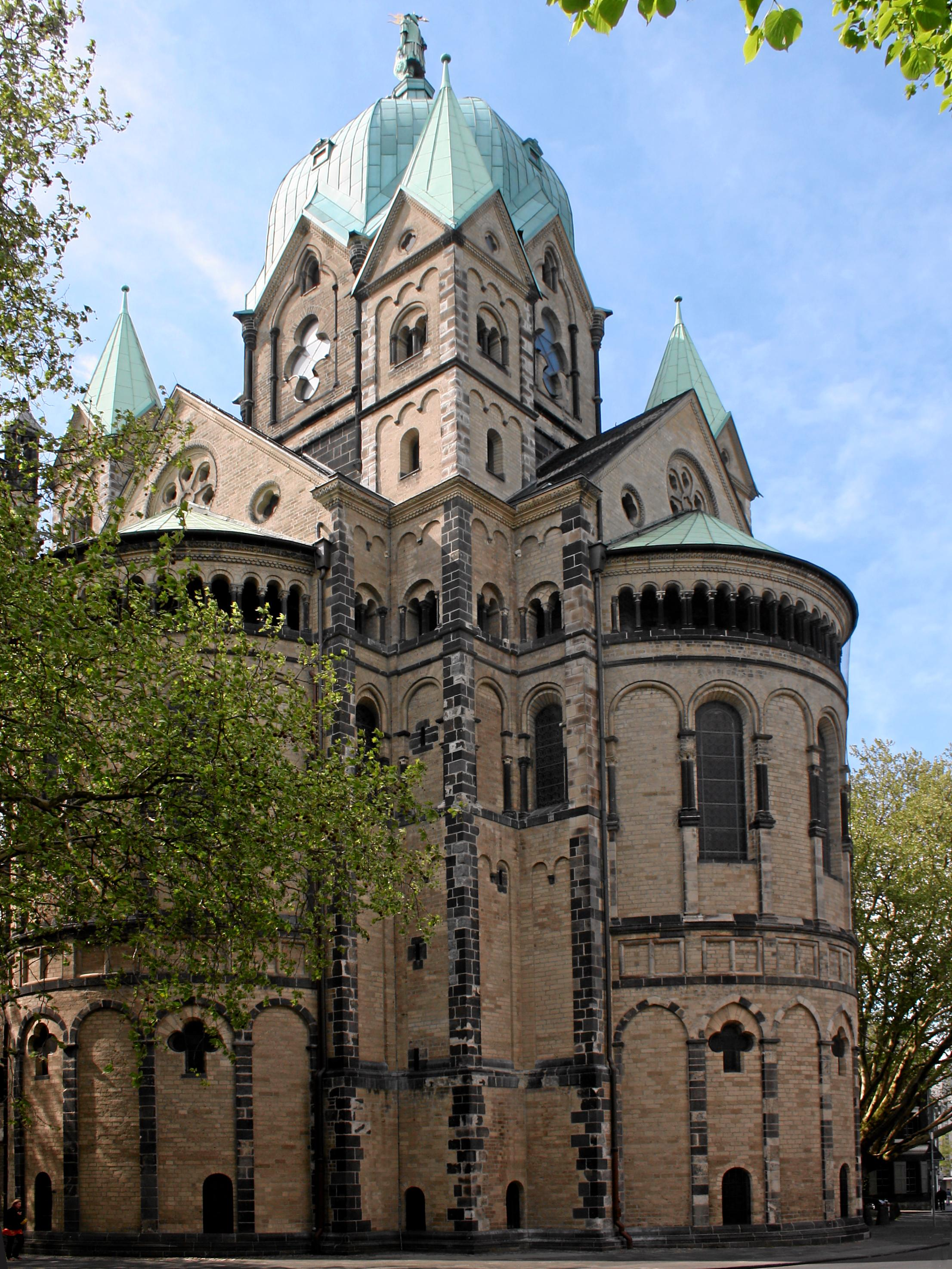
Vierungsturm und zwei Konchen

Im Jahre 16 v. Chr. errichteten die Römer ein Legionslager südlich der heutigen Altstadt. Außerhalb des militärischen Bereichs entstand sehr bald eine zivile Siedlung. Anhand von Funden lässt sich vermuten, dass – ähnlich wie in Köln oder Xanten – unter der römischen Bevölkerung auch Christen waren.
Wie bei den Römern üblich, wurden die Verstorbenen außerhalb der Siedlung beigesetzt. Ein solches Gräberfeld befand sich im Bereich der heutigen Kirche. Unter dem Münster sind Reste einer Apsis aus römischer Zeit gefunden worden. Sie sind Teil einer cella memoriae, also eines antiken Gebäudes für das Totengedächtnis und durch eine Glasplatte im heutigen Boden sichtbar.
Wohl um das Jahr 850 kam es zur Gründung eines Klosters. Ob es den Normannen-Einfall von 866 überstanden hat, ist ungewiss. Sicher ist, dass das Kloster in der zweiten Hälfte des 12. Jahrhunderts in ein adliges Damenstift, ein Kanonissenstift unter dem Patronat von St. Quirinus, umgewandelt wurde. Das St.-Quirinus-Stift war auch Eigentümer des „Quirinushofes“, im Volksmund auch „Kringshof“ oder „Jungfernhof“ genannt, im heutigen Oberkassel.
Die erste urkundliche Erwähnung einer Kirche an diesem Ort stammt aus dem Jahr 1043 anlässlich einer Schenkung durch Heinrich III. In diesem Dokument ist auch der Stadtpatron Quirinus erstmals genannt. Seine Gebeine brachte nach alter Überlieferung die Neusser Äbtissin Gepa, die Schwester des Papstes Leo IX. im Jahr 1050 von Rom nach Neuss. Ein reger Pilgerstrom war die willkommene Folge.
Der hieraus resultierende Wohlstand mag eine der Ursachen gewesen sein, die – nach mehreren Vorgängerbauten – im Jahr 1209 zum Bau der heutigen Kirche führten. Baubeginn war der 9. Oktober 1209. Das Datum ist durch den Grundstein bekannt, der im südlichen Seitenschiff im Mauerwerk eingelassen ist. Die Übersetzung der lateinischen Inschrift lautet:
Im Jahr der Fleischwerdung des Herrn 1209 im ersten Jahr der kaiserlichen Herrschaft Ottos [IV.] als Adolf Kölner Bischof und Sophia [von Altena] Äbtissin war, hat Meister Wolbero den ersten Fundamentstein dieses Tempels gesetzt am Tag des heiligen Dionysius des Märtyrers.

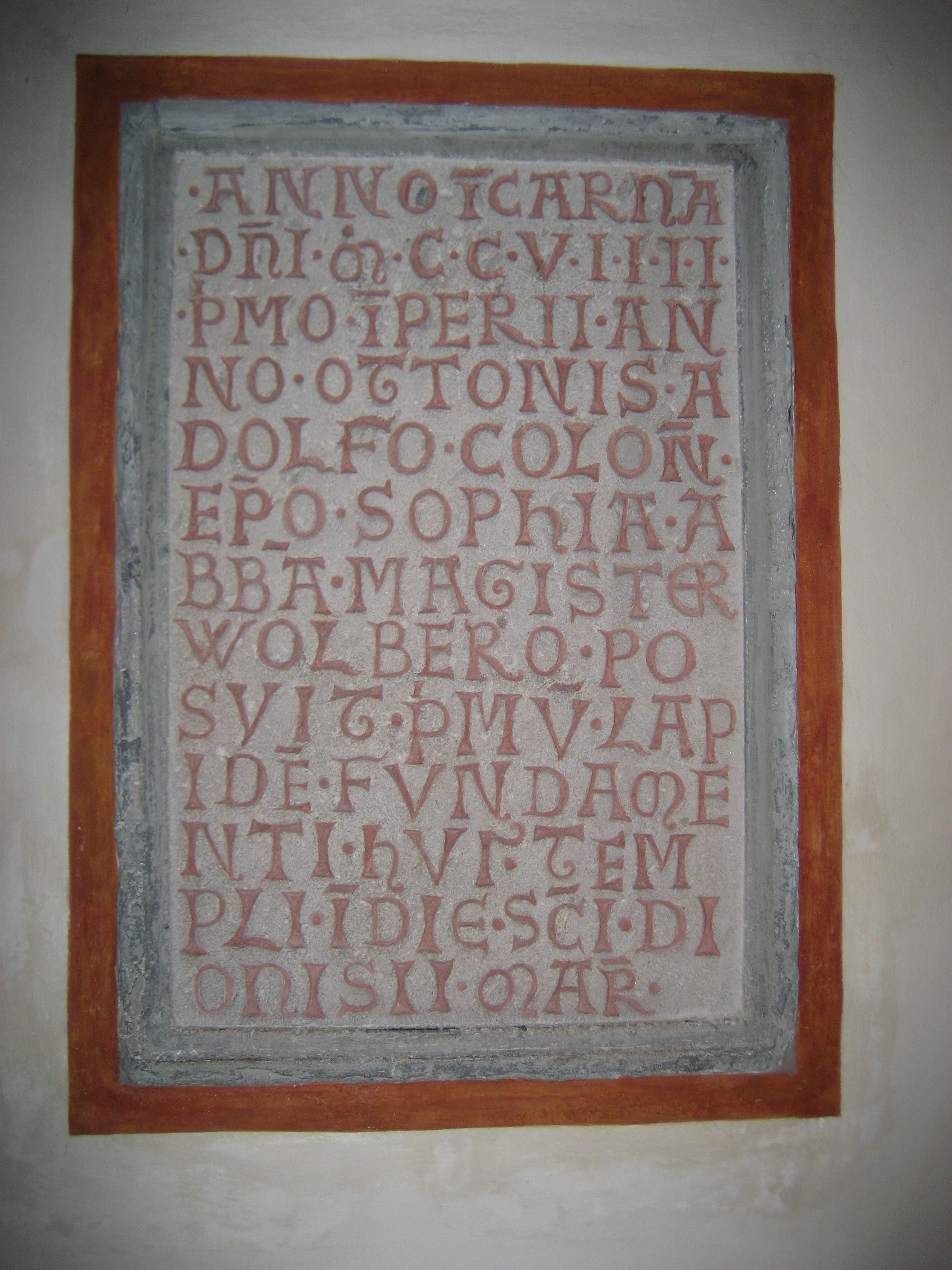
Bauinschrift von 1209

Dass Adolf von Altena in der Inschrift trotz seiner Absetzung noch als Kölner Erzbischof tituliert wurde, kann wohl als Gefälligkeit seiner Schwester Sophia gewertet werden. Da die Münsterkirche auch Grablege des Bischofs ist, wurde spekuliert, ob mit dem Neubau gleichzeitig ein repräsentativer Grabbau angestrebt wurde.
Der Bau orientierte sich – erkennbar vor allem an den drei Konchen des Chors – an der Kölner Kirche St. Maria im Kapitol (Chor um 1060) und deren Nachfolgebauten Groß St. Martin (um 1165) und St. Aposteln (Chor um 1200). Auch die Außenansicht des Chorraums macht den Einfluss der romanischen Kirchen Kölns deutlich.

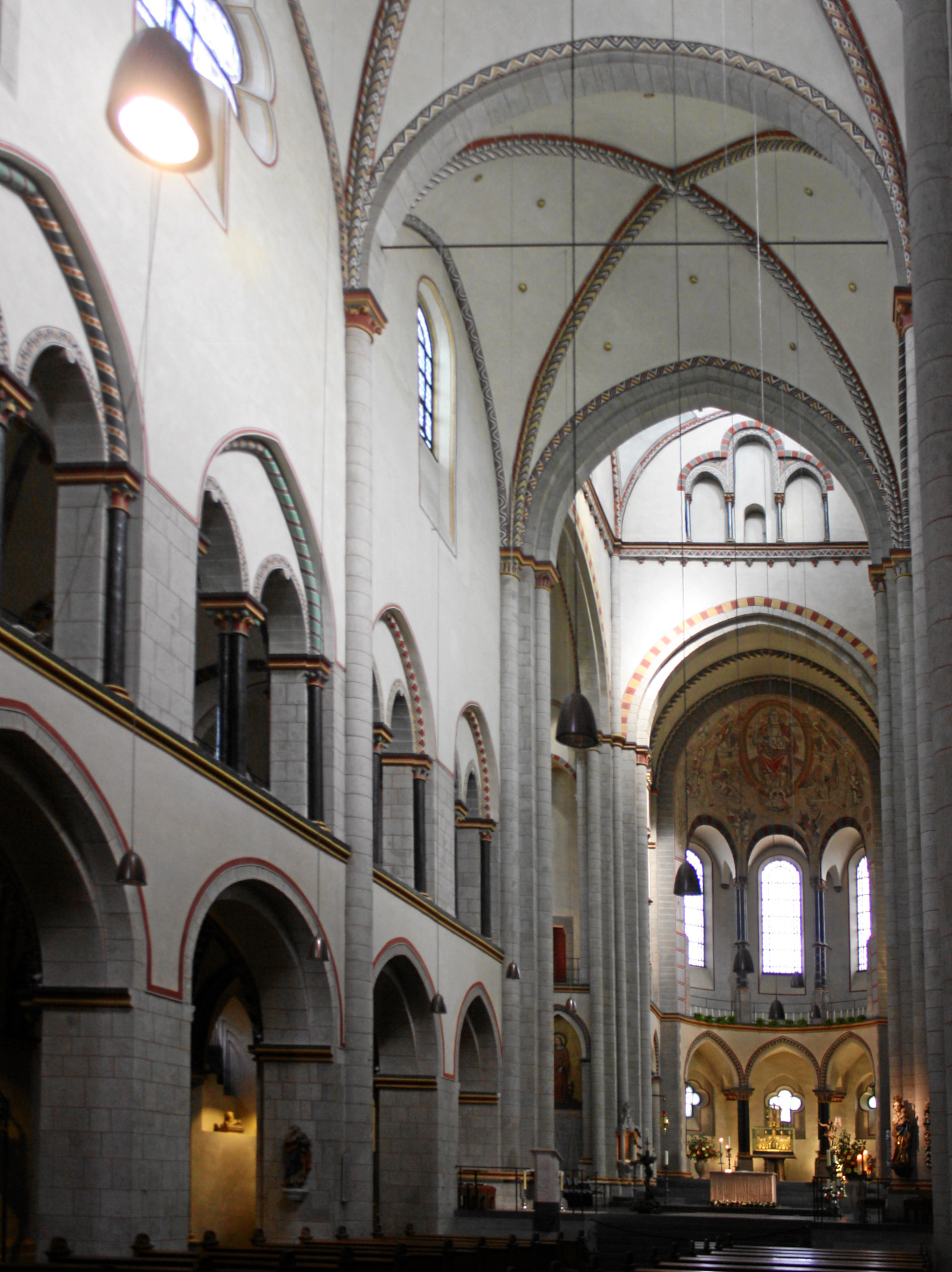
Kirchenschiff, Vierung, Chor

Wahrzeichen der Kirche war der fast 100 m hohe Westturm, der die Stadtansicht von Neuss bis ins 18. Jahrhundert prägte. Schon im Jahr 1496 wurde der Westturm durch Blitzschlag getroffen und die darin befindlichen Glocken zerstört. Im Jahr 1741 wurde die Kirche erneut durch Blitzschlag und nachfolgendem Brand schwer beschädigt. Die gotischen Spitzhelme des West- und Ostturms über der Vierung sowie einige Zwerggalerien wurden nicht wieder aufgebaut. Stattdessen erhielt der Bau die barocke Kuppel mit dem Standbild des Quirinus sowie ein flaches Pyramidendach auf dem Hauptturm.
Verheerend waren die Folgen der Französischen Revolution. Wertvolle Ausstattungsgegenstände waren vor der Besatzung in Sicherheit gebracht worden und kehrten nicht wieder zurück oder wurden zerstört. Die Kirche diente als Lagerraum, die Klostergebäude wurden abgerissen.
Auch in den folgenden Jahrhunderten wurde das Münster beschädigt – so im Jahr 1914 bei einem Brand im Turm und 1944 bei einem Bombenangriff, bei dem einige Personen in der Krypta den Tod fanden. Dank anhaltender und aufwändiger Restaurierungsarbeiten befindet sich das Münster auch 800 Jahre nach Baubeginn in einem sehr guten Zustand.

## Architektur

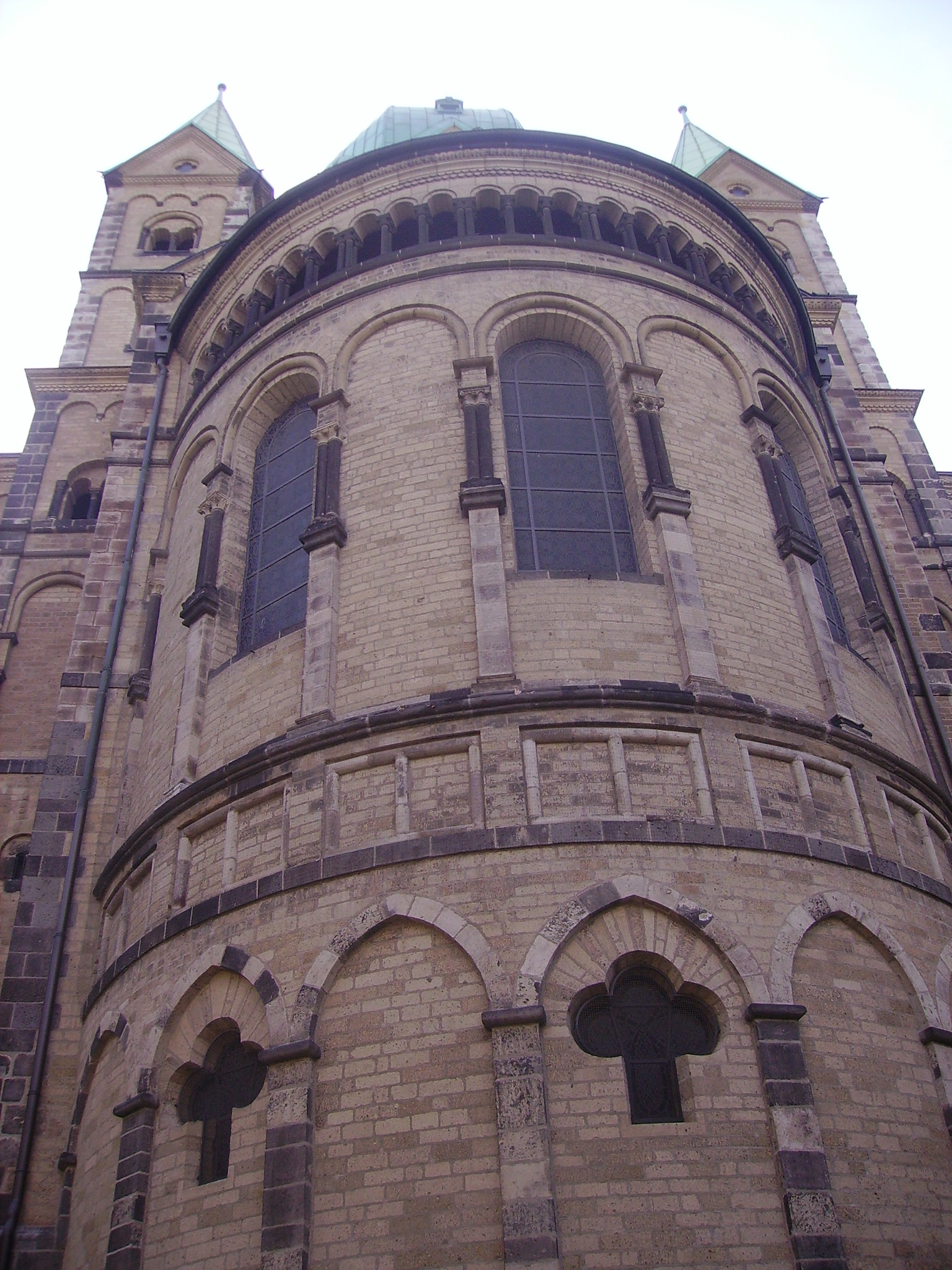
Hauptapsis: Blenden des Untergeschosses schon gotisch, Obergeschoss und Zwerggalerie romanische Formen

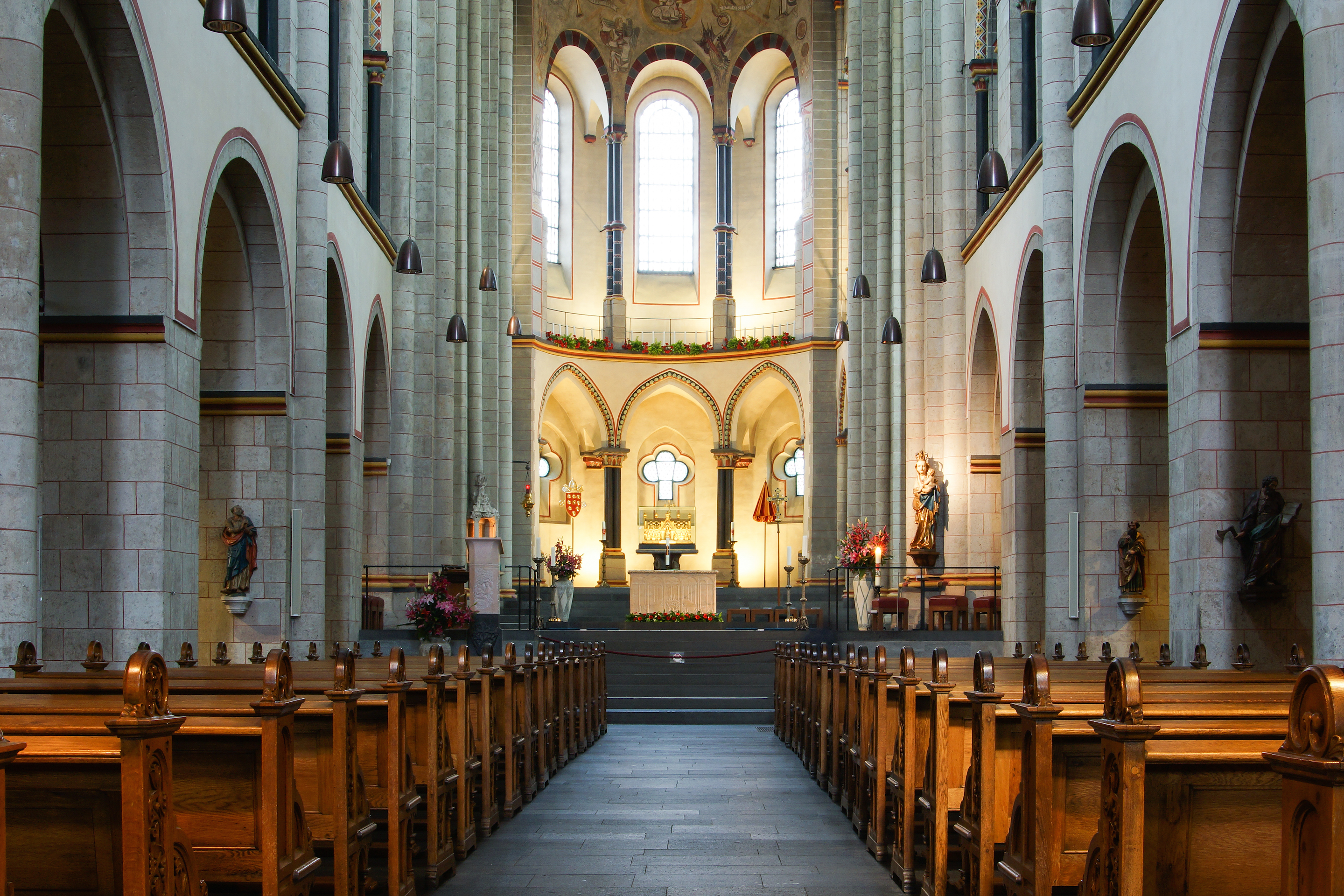
Mittelschiff und Hauptkonche

Das Quirinus-Münster gilt als hervorragendes Beispiel für die Sakralarchitektur in der Übergangszeit von der Romanik zur Gotik in Deutschland. Die Emporenbasilika zur Aufnahme der Pilger ist zudem der letzte große Kirchenbau im rheinischen Dreikonchenstil – die Querschiffe haben wie die Apsis einen runden Abschluss. 
Das Äußere des Quirinus-Münsters ist geprägt durch den Farbkontrast zwischen hellem Tuff und schwarzem Basalt. Beide Gesteinsarten sind vulkanischen Ursprungs, wurden in der nahegelegenen Eifel abgebaut und per Schiff auf dem Rhein nach Neuss transportiert.
Die Choransicht ist geprägt von zweigeschossigen Apsiden mit aufgelegten Blendbögen und abschließenden Zwerggalerien. Diese stoßen jedoch nicht aneinander, sondern als Zwickel bleiben die Ecken des Vierungsturmes sichtbar, der in Höhe der Zwerggalerien deren Gliederung und Optik aufnimmt und mit kleinen Doppelarkaden fortführt. Darüber folgen noch zwei weitere Turmgeschosse mit kleinen Dreiecksgiebeln.
Die Fassade und das Westwerk des Münsters sind überaus reich gestaltet: Lisenen, große Blendarkaden und Bogenfriese sind zwar in der Romanik üblich (ihr Ursprung liegt in der Lombardei), finden sich aber nirgendwo in vergleichbarem Umfang. Der ursprüngliche Entwurf sah wohl zwei Türme vor, wie die Aufteilung im unteren Teil der Fassade erkennen lässt. Durch Verzierungen im mittleren Teil der Fassade wird der Übergang zum einfachen, zentralen Turm hergestellt. Der neue Stil der Gotik hatte bereits Einfluss auf den Neusser Bau, denn am Turm des Münsters kann man einige Spitzbögen erkennen. Der Turm war mit fast 100 m Höhe der höchste im Rheinland, wurde jedoch durch einen Brand nach Blitzeinschlag im Jahr 1741 um mehr als 30 m reduziert. Gleichzeitig bekam der Vierungsturm eine barocke Haube mit einer Quirinus-Statue als Bekrönung.

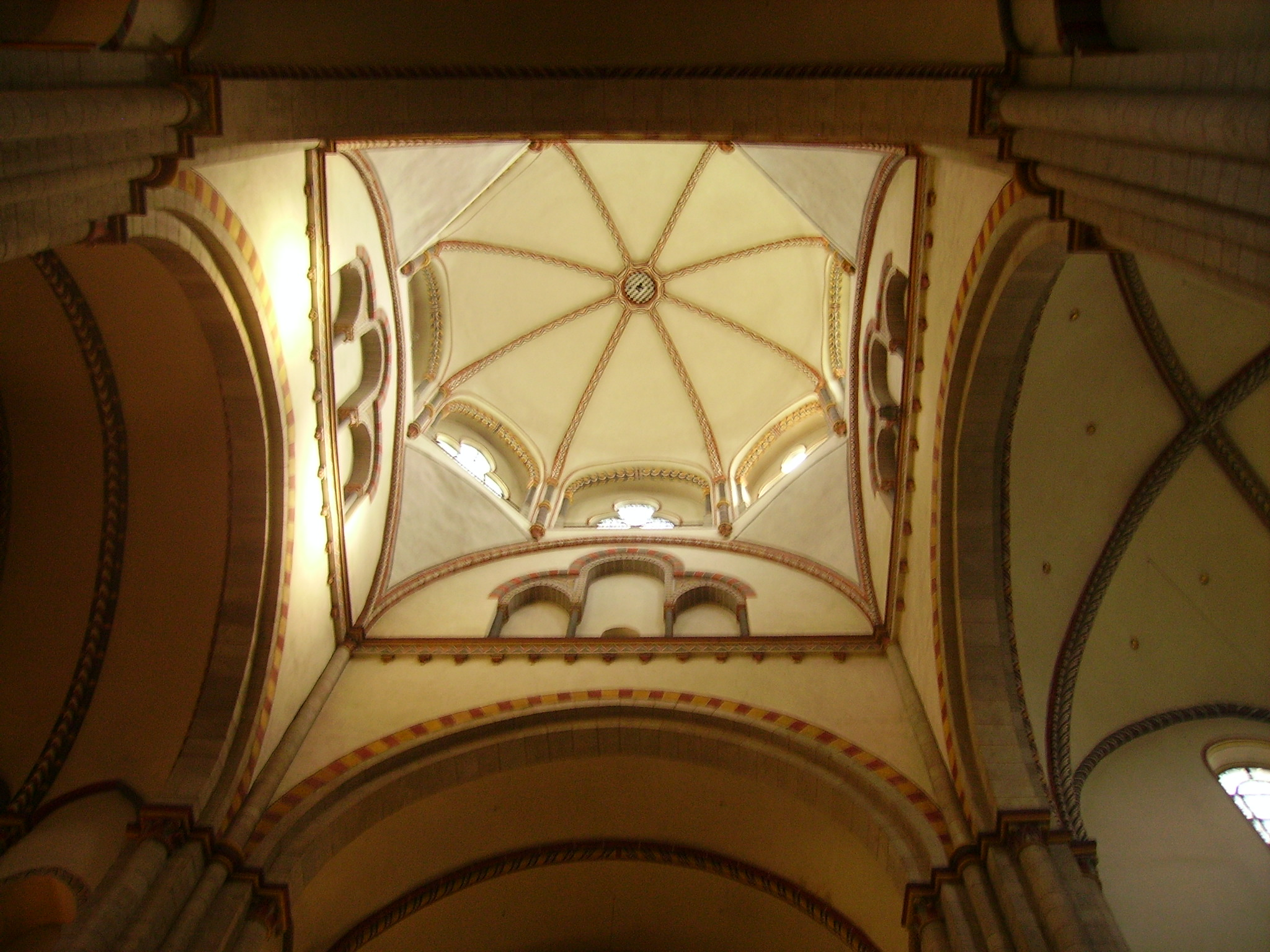
Laternenturm mit Eck-Pendentifs, Fensterkranz und abschließender Rippen- oder Schirmkuppel

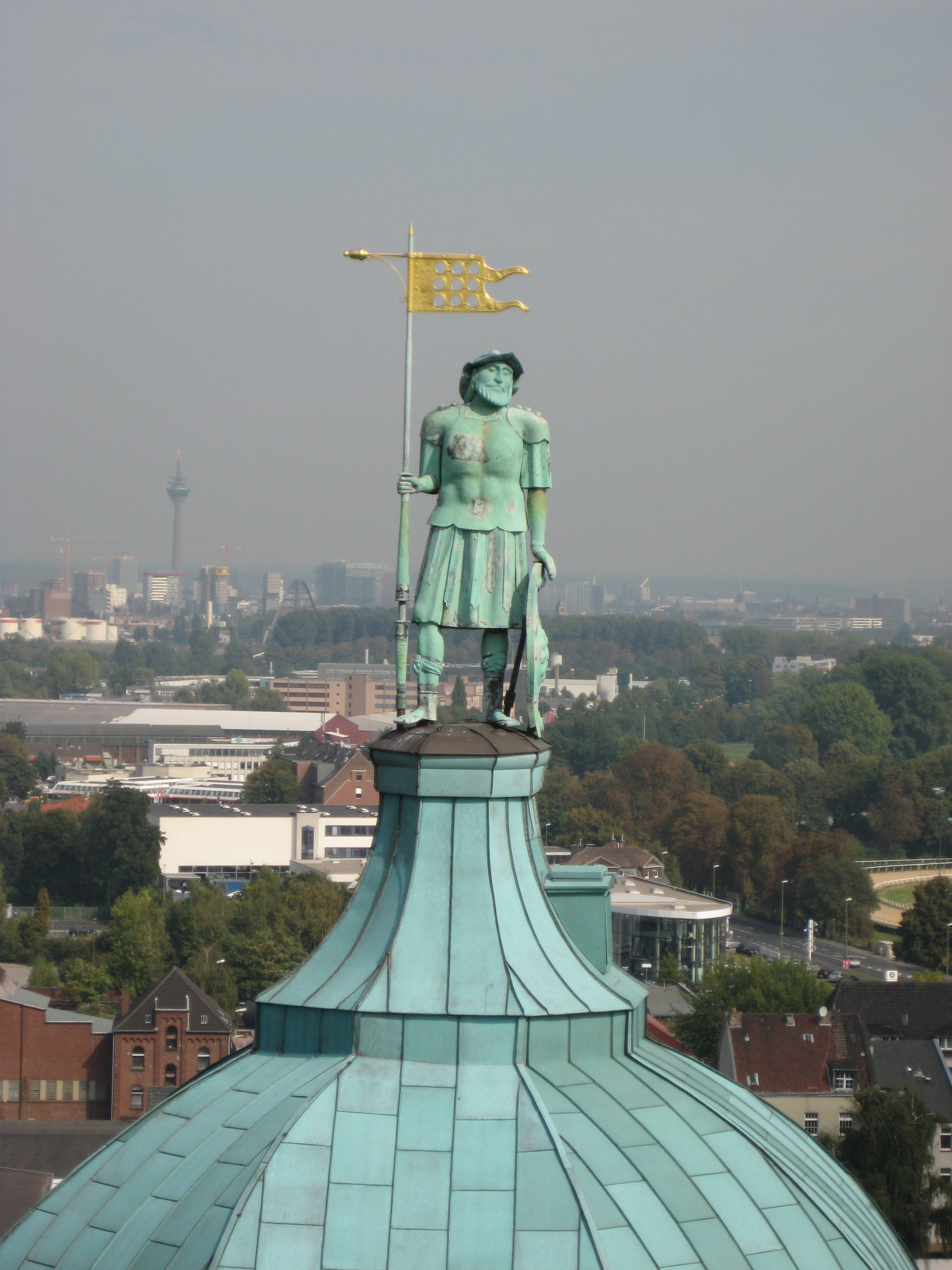
Quirinusstatue auf der Kuppel

Das Hauptportal war nur der Äbtissin und der hohen Geistlichkeit vorbehalten, die Pilger und die Bevölkerung nutzten das reicher ausgearbeitete Südportal. Seit 1995 ist hier ein vom Kölner Bildhauer Elmar Hillebrand geschaffenes Portal eingelassen, das der Neusser Bürgerschützenverein gestiftet hat und alle Schutzheiligen seines Regiments darstellt sowie einen plastischen Eindruck des Schützentreibens vermittelt. Vor dem Portal steht von demselben Künstler eine Statue des Neusser Bürgers und Kölner Erzbischofs Joseph Kardinal Frings aus dem Jahr 1998, der im Münster seine Primiz feierte und seiner Heimatstadt zeitlebens verbunden blieb.
Der dreischiffige Innenraum wird durch seine beinahe gotisch anmutende Höhe geprägt – das Kirchenschiff ist nur ca. 5 m niedriger als Notre-Dame in Paris. Der Wandaufbau ist dreiteilig: über den Arkaden öffnet sich eine Empore, darüber befindet sich der Obergaden mit Fächer- und Schlüssellochfenstern, wie sie andernorts nur selten anzutreffen sind.
Unter dem Altar stößt man auf den ältesten Teil der Kirche – die Krypta mit zwei Säulen aus der Zeit um 1050 und Fußbodenresten aus dem 9. Jahrhundert. Über dem Altar erhebt sich einer der höchsten Laternentürme Mitteleuropas; er entwickelt sich von einem viereckigen Untergeschoss mit Blendarkaden und Pendentifs über ein achteckiges Obergeschoss mit Fensteröffnungen und schließt mit einer Rippen- oder Schirmkuppel mit einem zentralen Oculus.

## Ausstattung

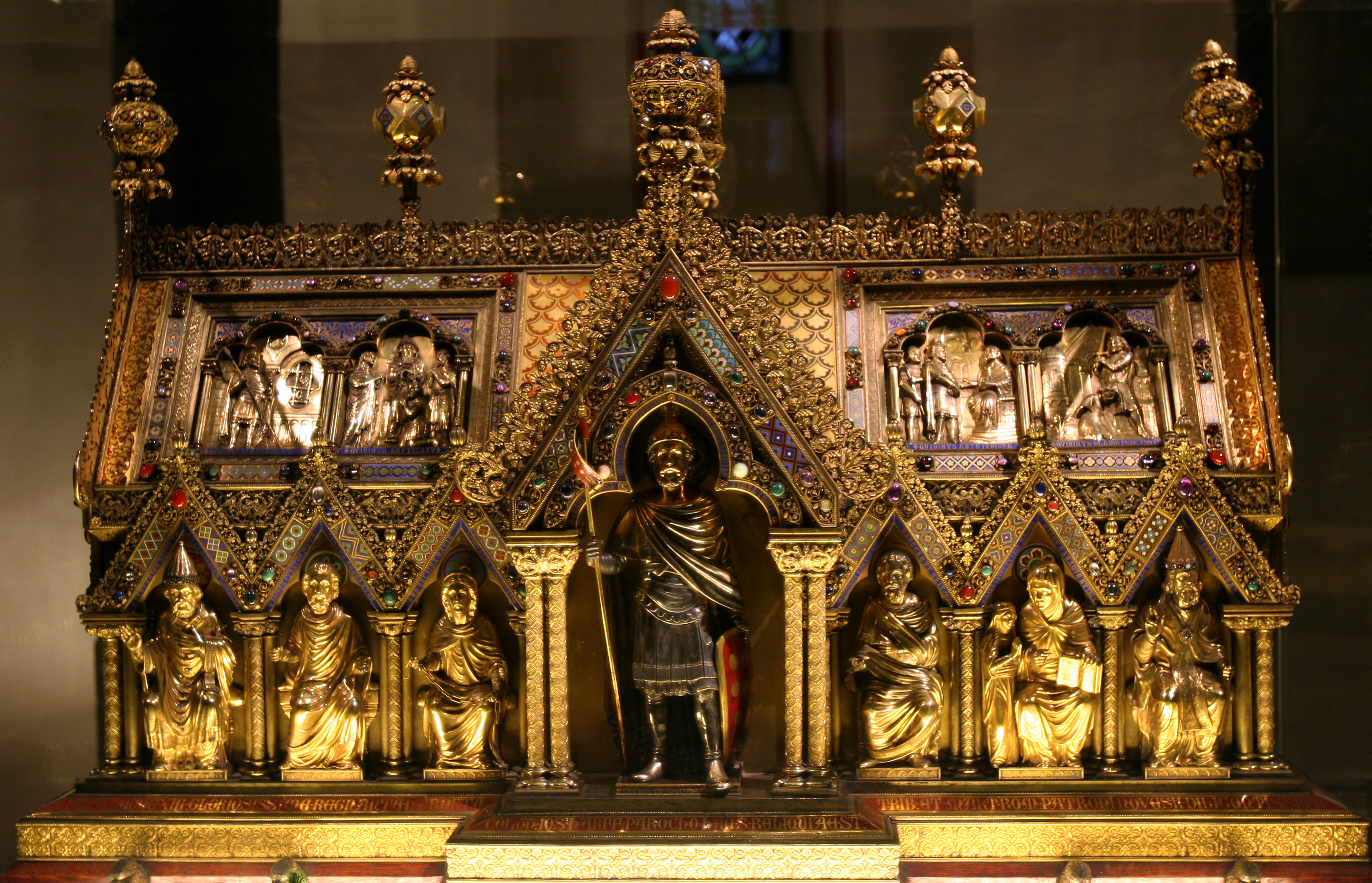
Quirinusschrein von 1900

Ursprünglich war das Quirinus-Münster sehr prächtig ausgestattet: Über dem Hauptaltar war, ähnlich wie in Sankt Paul vor den Mauern und anderen Kirchen in Rom, ein Ziborium im neugotischen Stil errichtet. Viele weitere, teilweise sehr kostbare Objekte wurden im Zweiten Weltkrieg vernichtet, sodass heute von der ehemaligen Pracht nicht mehr viel übrig ist. Trotzdem verfügt das Münster über erwähnenswerte Ausstattungsstücke:
- Blickfang ist der in der Apsis aufgestellte Quirinusschrein von 1900,[5] der die Reliquien des Heiligen birgt. Er ist eine Arbeit des Aachener Goldschmiedes Bernhard Witte. Die Platte, die den Schrein trägt, ruht auf vier von dem früheren Hochaltar stammenden steinernen Propheten von Hein Minkenberg. Zwei Kerzen auf Leuchtern des 19. Jahrhunderts links und rechts des Schreins erinnern an die erfolgreiche Abwehr der Stadtbelagerung durch Karl den Kühnen. An den Seiten hinter dem Schrein sind Tintinnabulum und Conopeum als sichtbare Zeichen einer Basilika Minor aufgestellt. Der Schild des Tintinnabulums zeigt 9 runde Objekte. Das Mittlere beherbergt ein Bienenkorbglöckchen. Die „neun Kugeln“ waren im 14. Jahrhundert ein Symbol für den Heiligen Quirinus von Neuss. Der Schrein ersetzt einen älteren, von 1597, der sich heute im städtischen Clemens-Sels-Museum befindet. Der ursprüngliche mittelalterliche Schrein wurde zuvor schon im Jahr 1585 zerstört.
- Beachtenswert sind weiterhin ein römischer Sarkophag mit spätromanischer Grabplatte und eine Quirinusstatue aus dem 16. Jahrhundert im südlichen Seitenaltar. Quirinus ist hier als Ritter mit Schild und Lanze dargestellt. Sie entstammt dem Werkstattkreis des Kölner Bildhauers und Bildschnitzers Tilmann van der Burch.
- Ein Gabelkruzifix, sogenanntes Pestkreuz (1360), das den leidenden Christus mit Geschwüren zeigt, ist an einem nördlichen Langhauspfeiler zu finden.
- Die spätgotische Madonna, auch schöne Madonna um 1400–1430, ist ein bedeutendes Werk des „Weichen Stils“ des Rheinlandes.
- An den südlichen Langhauspfeilern befinden sich eine Anna Selbdritt von Anfang des 16. Jahrhunderts, eine Pietà aus der Zeit um 1430, eine barocke Matthiasskulptur und eine Petrusfigur aus dem 16. Jahrhundert.
- In der Höhe der Orgelempore, zentral im Mittelschiff, hängt ein 1592 geschaffenes großes Holzkreuz mit bewegter Christusdarstellung.
- In den Konchen sind großformatige Wandbilder des Düsseldorfer Nazarener Franz Ittenbach, der diese 1863–64 schuf, zu finden.
- 1871 wurde zum silbernen Pontifikaljubiläum der Josefsaltar im nördlichen Seitenschiff errichtet. Der Pontifex Pius IX. ist auf dem Altar plastisch in betender Haltung dargestellt. Dies zeigt, dass schon früh eine Verbindung der Basilika minor zu Rom bestand.
- Neueren Datums sind die überlebensgroße Statue des Christophorus von Hein Minkenberg beim Portal am nördlichen Westturmpfeiler im Hauptschiff (1936/37) sowie Tabernakel, Ambo, Lettner und ein Kreuzweg, die alle von Elmar Hillebrand stammen.
- Das im Zweiten Weltkrieg teilweise zerstörte Chorgestühl aus dem 15. Jahrhundert befindet sich in der Nord- und Südkonche.
- Unter der Kuppel steht der moderne Volksaltar aus portugiesischem Auroramarmor, den Elmar Hillebrand 1970 schuf und den Kardinal Frings am 12. Januar 1971 konsekrierte. In flachen Reliefs sind an den vier Seiten unter hohen Arkaden die heilsgeschichtlichen Ereignisse der Geburt Christi, seines Kreuzestodes, der Auferstehung und der Wiederkunft dargestellt.
- Ebenfalls von Hillebrand stammt die in unmittelbarer Nachbarschaft im August 2000 aufgestellte Bronzefigur, die den in Neuss geborenen Kölner Erzbischof Josef Kardinal Frings darstellt.
- An der Orgelempore ist seit dem 29. Juni 2010 ein in Italien gefertigtes, emailliertes Metallschild mit dem Wappen Benedikt XVI. angebracht, unter dessen Pontifikat das Neusser Münster zur Basilika minor erhoben wurde.

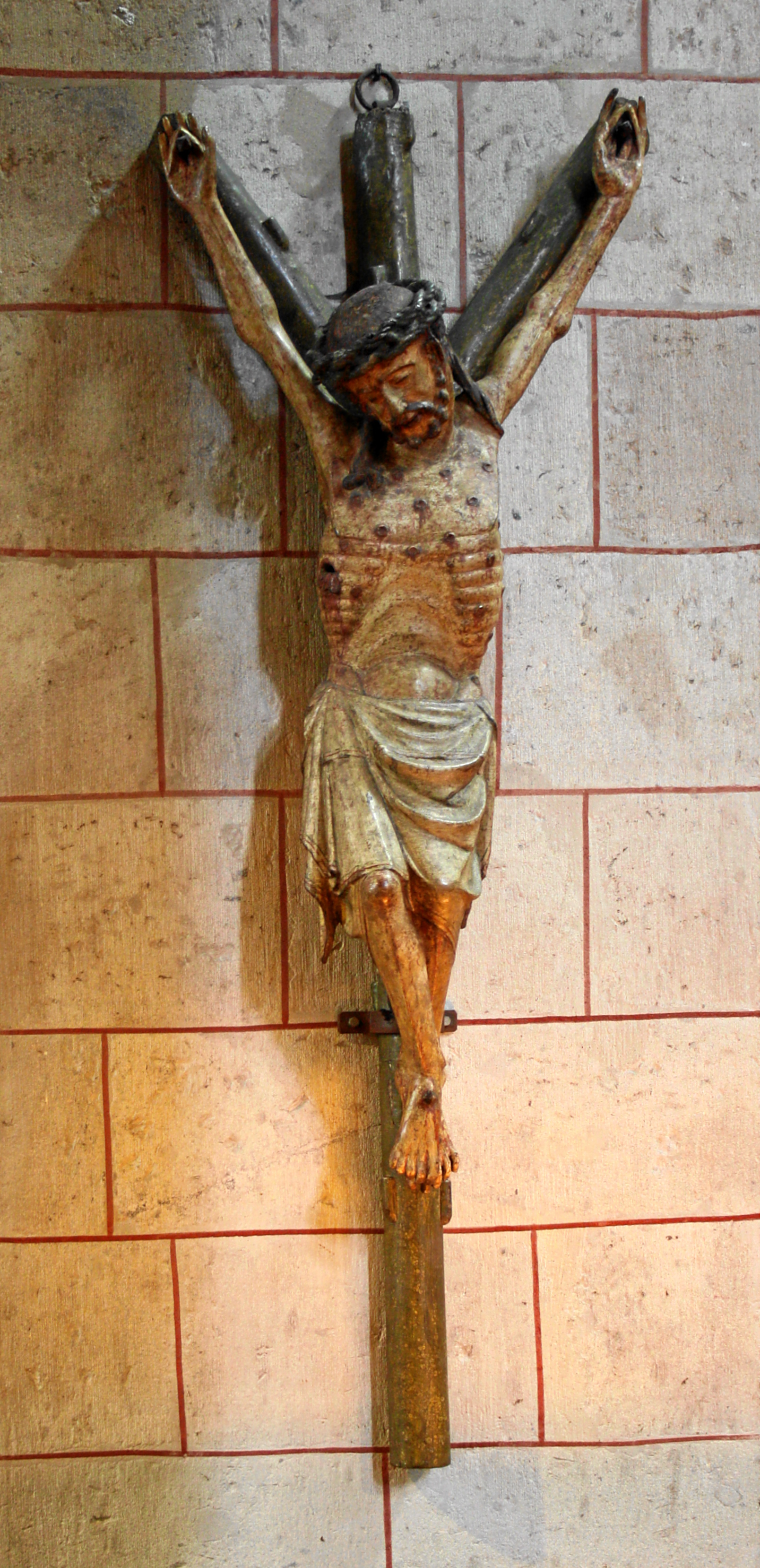
Pestkreuz, 1360
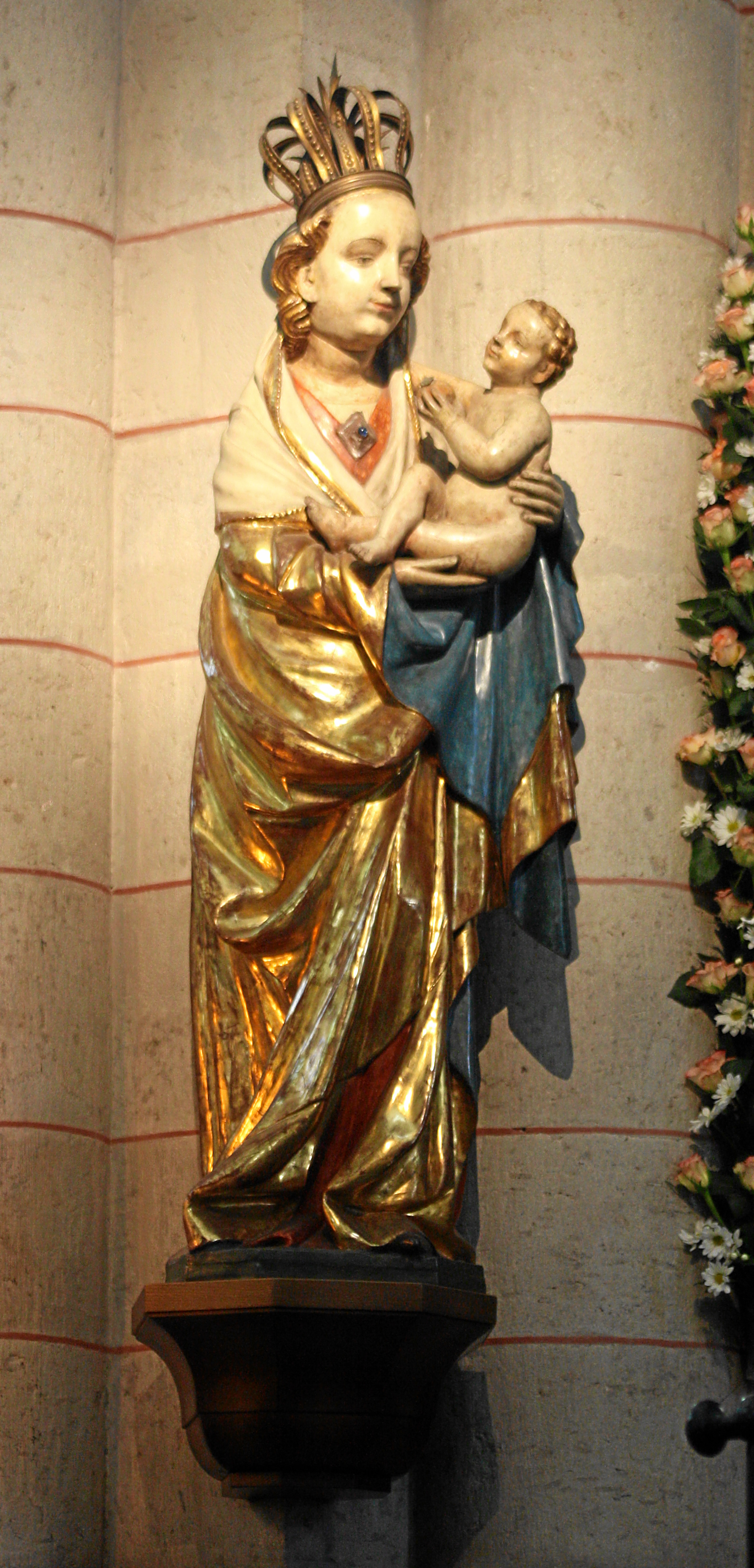
Sogenannte Schöne Madonna, 1430
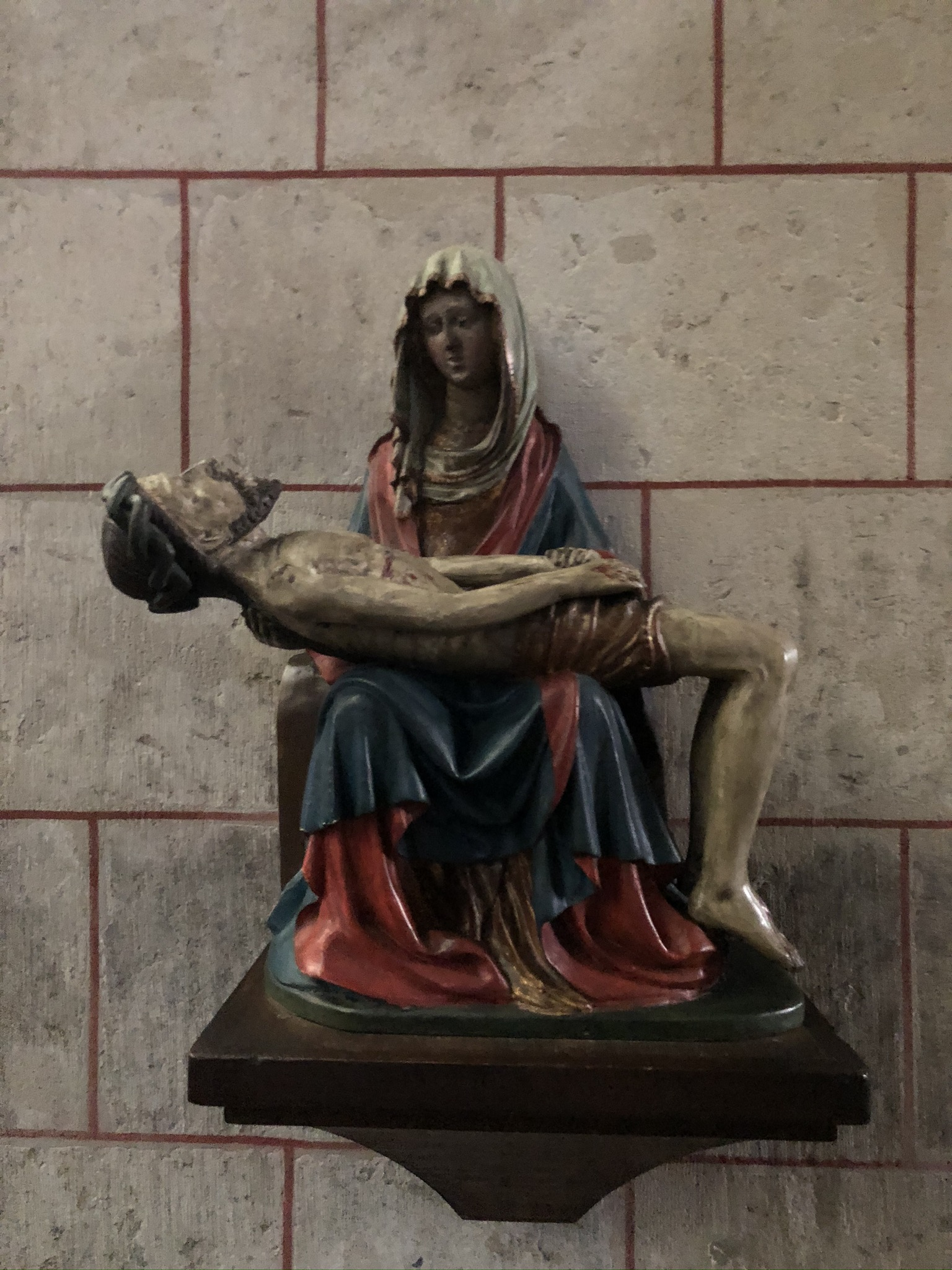
Pietà um 1430
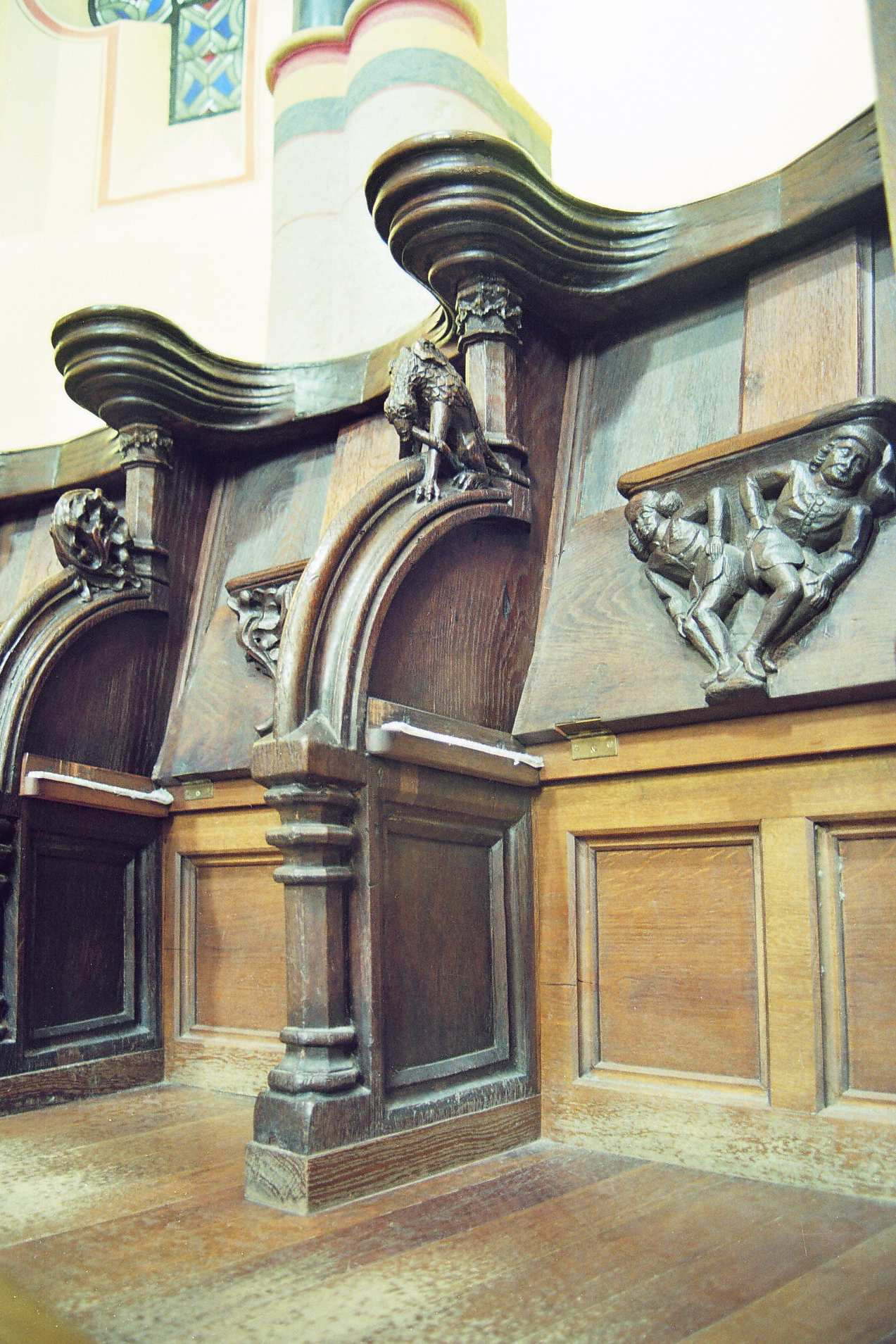
Chorgestühl, um 1550

### Orgel

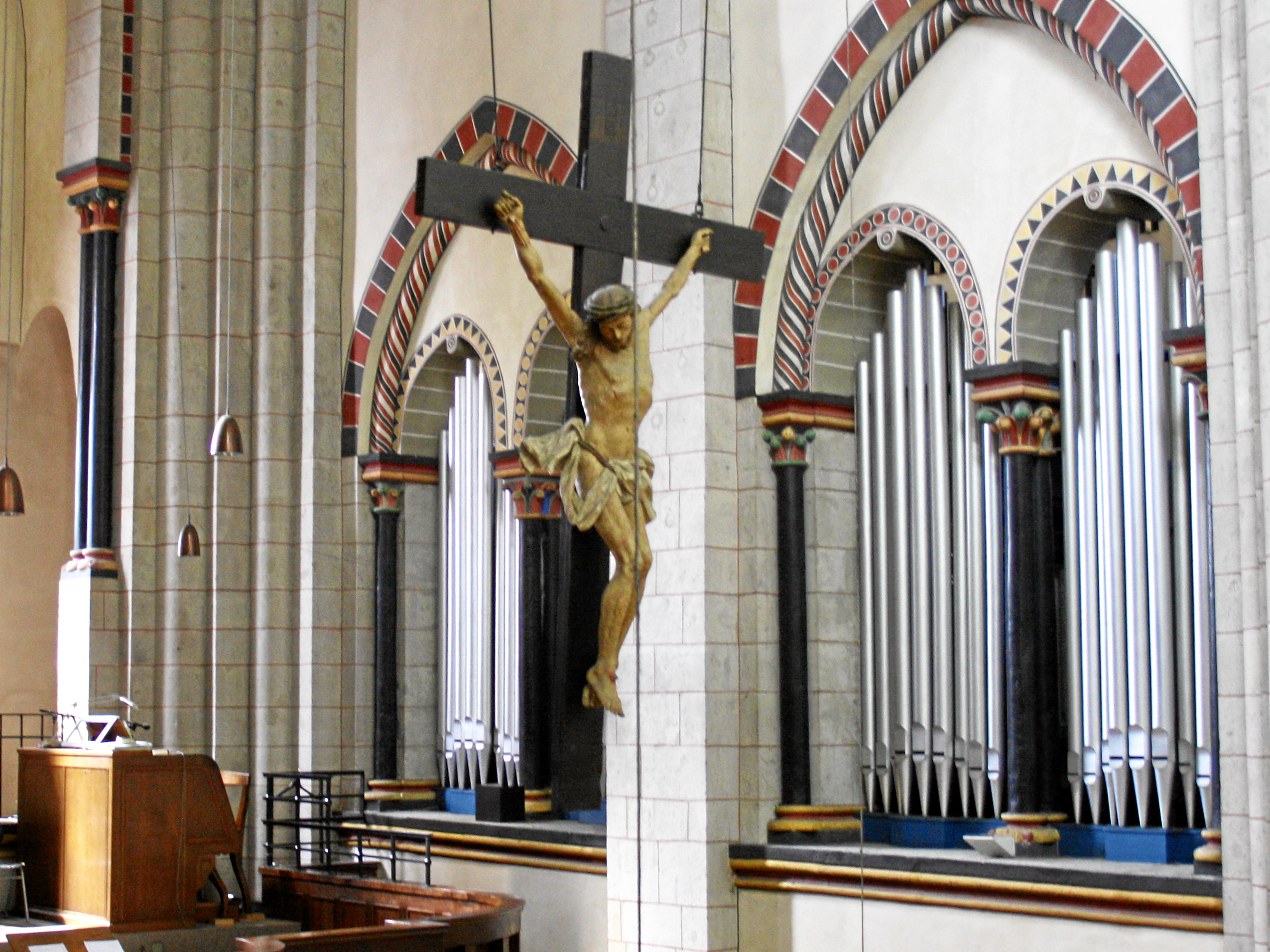
Seifert-Orgel und Kreuz von 1592

Die große Orgel wurde im Jahre 1907 von dem Orgelbauer Ernst Seifert (Köln-Mannsfeld und Kevelaer) erbaut. Das Instrument hatte zunächst 78 Register auf drei Manualen und Pedal (pneumatische Membranladen) und wurde auf den beiden Seitenemporen aufgestellt. Nach dem Turmbrand von 1914, bei dem die Orgel in Mitleidenschaft gezogen wurde, wurde die Orgel elektrifiziert und erhielt einen neuen Spieltisch, der auf der Nordempore aufgestellt wurde. 1942 wurde das Instrument ausgelagert, um es vor Kriegseinwirkungen zu bewahren. 1947 wurde die Orgel instand gesetzt; in diesem Zuge wurde die Disposition entsprechend den damaligen Klangidealen aufgehellt. Das Instrument erhielt einen neuen Spieltisch. 1955 wurde die Orgel um ein viertes Manualwerk ergänzt.
In den Jahren 1993/94 wurde die Orgel gereinigt, das Schwellwerk in einem neuen Gehäuse aus massiver Fichte aufgestellt und das Orgelgehäuse farblich neu gefasst. Das Instrument hat heute 85 klingende Register auf vier Manualen und Pedal und ist damit eine der größten Orgeln katholischer Kirchen im Erzbistum Köln. Die Trakturen sind pneumatisch.
Im Jahr 2015 wurde das Instrument durch die Erbauerfirma Romanus Seifert & Sohn (Kevelaer) generalsaniert und komplett gereinigt. Außerdem erhielt es einen neuen Spieltisch nach den neusten Normen des Bundes deutscher Orgelbaumeister; eine elektronische Setzeranlage der Firma SINUA erlaubt zudem das Abspeichern von tausenden Registerkombinationen sowie das Stimmen der Orgel durch eine Person per Fernbedienung; der Organist kann zudem sein Orgelspiel aufnehmen und wieder abspielen. 2015 wurden auch die funktionslosen Prospektpfeifen entfernt, die in den 1930er Jahren hinzugefügt worden waren und dem Instrument „ein würdiges Aussehen“ geben sollten; die Orgel hat dadurch an Kraft und Lautstärke gewonnen, der Klang kann wieder ungebremst ins Kirchenschiff dringen, so wie es 1907 bei der Erbauung der Fall gewesen war.
| I Hauptwerk C–g3 |                   |         |
| 01.              | Principal         | 16′     |
| 02.              | Bordun            | 16′     |
| 03.              | Principal major 0 | 08′     |
| 04.              | Offenflöte        | 08′     |
| 05.              | Principal         | 08′     |
| 06.              | Gambe             | 08′     |
| 07.              | Gemshorn          | 08′     |
| 08.              | Viola             | 08′     |
| 09.              | Gedackt           | 08′     |
| 10.              | Harmonieflöte     | 08′     |
| 11.              | Quinte            | 05 1⁄3′ |
| 12.              | Praestant         | 04′     |
| 13.              | Blockflöte        | 04′     |
| 14.              | Quinte            | 02 ⁄3′  |
| 15.              | Octave            | 02′     |
| 16.              | Cornett IV        | 04′     |
| 17.              | Mixtur V          | 02′     |
| 18.              | Cymbel V          | 01′     |
| 19.              | Tuba              | 16′     |
| 20.              | Trompete          | 08′     |
| 21.              | Regal             | 08′     |

| II Positiv C–g3 |                   |        |
| 22.             | Gedackt           | 16′    |
| 23.             | Principal         | 08′    |
| 24.             | Tibia             | 08′    |
| 25.             | Praestant         | 08′    |
| 26.             | Flaut major       | 08′    |
| 27.             | Quintade          | 08′    |
| 28.             | Fernflöte         | 08′    |
| 29.             | Octave            | 04′    |
| 30.             | Hohlflöte         | 04′    |
| 31.             | Dulciana          | 04′    |
| 32.             | Superoctave       | 02′    |
| 33.             | Waldflöte         | 02′    |
| 34.             | Sesquialter II    | 02 ⁄3′ |
| 35.             | Octavcymbel III 0 | 01′    |
| 36.             | Mixtur IV         | 01 ⁄3′ |
| 37.             | Rankett           | 16′    |
| 38.             | Horn              | 08′    |
| 39.             | Schalmei          | 04′    |

| III Schwellwerk C–g3 |                     |        |
| 40.                  | Lieblich Gedackt    | 16′    |
| 41.                  | Flöte               | 08′    |
| 42.                  | Geigenprincipal     | 08′    |
| 43.                  | Rohrgedackt         | 08′    |
| 44.                  | Zartgedackt         | 08′    |
| 45.                  | Aeoline             | 08′    |
| 46.                  | Vox coelestis       | 08′    |
| 47.                  | Traversflöte        | 04′    |
| 48.                  | Gemshorn            | 04′    |
| 49.                  | Geigend Praestant 0 | 04′    |
| 50.                  | Piccolo             | 02′    |
| 51.                  | Sesquialter II      | 02 ⁄3′ |
| 52.                  | Scharff V           | 01 ⁄3′ |
| 53.                  | Terzcymbel III      | 04⁄5′  |
| 54.                  | Dulcian             | 16′    |
| 55.                  | Bärpfeife           | 08′    |
| 56.                  | Clarinette          | 08′    |
| 57.                  | Oboe                | 08′    |

| IV Kronwerk C–g3 |                 |         |
| 58.              | Prinzipal       | 08′     |
| 59.              | Rohrflöte       | 08′     |
| 60.              | Gedacktpommer 0 | 08′     |
| 61.              | Oktave          | 04′     |
| 62.              | Spitzflöte      | 04′     |
| 63.              | Nachthorn       | 02′     |
| 64.              | Quinte          | 01 ⁄3′  |
| 65.              | Terzian II      | 01 3⁄5′ |
| 66.              | Scharff IV      | 02′     |
| 67.              | Krummhorn       | 08′     |
| 68.              | Vox humana      | 08′     |
|                  | Tremulant       |         |

| Pedal C–f1 |                    |         |
| 69.        | Contrabass         | 32′     |
| 70.        | Principal          | 16′     |
| 71.        | Violon             | 16′     |
| 72.        | Salicet            | 16′     |
| 73.        | Gedacktbass        | 16′     |
| 74.        | Subbass            | 16′     |
| 75.        | Quintbass          | 10 2⁄3′ |
| 76.        | Octavbass          | 08′     |
| 77.        | Cello              | 08′     |
| 78.        | Flötbass           | 08′     |
| 79.        | Lieblich Gedackt 0 | 08′     |
| 80.        | Choralbass         | 04′     |
| 81.        | Quintade           | 02′     |
| 82.        | Mixtur V           | 04′     |
| 83.        | Posaune            | 16′     |
| 84.        | Trompete           | 16′0    |
| 85.        | Trompete           | 08′     |

- Koppeln:
  - Normalkoppeln:  II/I, III/I, IV/I, III/II, IV/II, IV/III, I/P, II/P, III/P, IV/P
  - Superoktavkoppeln:  I/I
- Spielhilfen: Feste Kombinationen (Orgel-Pleno, Generaltutti), drei freie Kombinationen, Absteller Crescendowalze.

### Glocken
Der Kirchturm birgt ein Geläut von sieben Kirchenglocken (der Turm bietet derzeit Platz für eine achte Glocke), das zu den größten des Erzbistums Köln zählt; aus Gründen des freiwilligen Immissionsschutzes schloss man im Rahmen der letzten Renovierungen die Schallfenster in großem Umfang, sodass sich der Schall in der Glockenstube mischen kann und gezielt in die Ferne geleitet wird. Die beiden großen Glocken von 1922 sind der Rest eines ursprünglich sechsstimmigen Geläutes in der Schlagtonfolge gis0–h0–cis1–dis1–fis1–gis1. Bei den Neuanschaffungen nach dem Zweiten Weltkrieg wurde das Geläut auf sieben Glocken erweitert. Von Mai 2012 bis Dezember 2016 war die Quirinus-Glocke wegen eines Schadens außer Betrieb.
| Glocke | Name            | Gussjahr | Gießer, Gussort                  | Durchmesser | Masse   | Schlagton (HT-1⁄16) |
| ------ | --------------- | -------- | -------------------------------- | ----------- | ------- | ------------------- |
| 1      | Quirinus        | 1922     | Heinrich Ulrich, Apolda          | 2010 mm     | 5750 kg | gis°–8              |
| 2      | Maria Trösterin | 1922     | Heinrich Ulrich, Apolda          | 1700 mm     | 3231 kg | h°–5                |
| 3      | Joseph          | 1949     | Petit & Gebr. Edelbrock, Gescher | 1516 mm     | 2270 kg | cis′–2              |
| 4      | Salvator        | 1949     | Petit & Gebr. Edelbrock, Gescher | 1330 mm     | 1470 kg | dis′–2              |
| 5      | Joseph          | 1959     | Petit & Gebr. Edelbrock, Gescher | 1245 mm     | 1250 kg | e′–2                |
| 6      | Donatus         | 1959     | Petit & Gebr. Edelbrock, Gescher | 1097 mm     | 0850 kg | fis′ –2             |
| 7      | Sebastianus     | 1959     | Petit & Gebr. Edelbrock, Gescher | 0975 mm     | 0600 kg | gis′–3              |

Geläutemotiv: Te Deum laudamus, Gotteslob Nr. 379

## Sonstiges
St. Quirinus ist die Heimatpfarre des ehemaligen Kölner Erzbischofs Josef Kardinal Frings.